# Fernando Torres
Fernando José Torres Sanz, född 20 mars 1984 i Fuenlabrada, Madrid, är en spansk före detta fotbollsspelare. Torres spelade under sin karriär för det spanska landslaget fram till och med VM 2014.
Torres har tidigare i sin karriär spelat för storklubbar som Liverpool, Milan, Chelsea och senast för Atlético Madrid. Han spelade för Atlético vid två tillfällen, både i början och i slutet av sin karriär. Han spelade sin sista match för Atlético den 20 maj 2018, en ligamatch mot SD Eibar där han gjorde två mål.
Torres blev historisk då han blev den yngste någonsin att spela en A-lagsmatch för Atlético Madrid och dessutom den yngste att bli utsedd till lagkapten (19 år gammal). Torres är också känd som El Niño (Pojken).

## Klubbkarriär
Torres började sin fotbollskarriär 1994 som 10-åring i Rayo 13. Där imponerade han stort på Atlético Madrid som fick över den unge talangen till sin klubb året därpå. 1998 skickade Atlético Madrid ett U15-lag till Nike Cup Europe där man ställdes mot lag som Real Madrid, FC Barcelona, AC Milan, Manchester United och Juventus. Atlético vann turneringen, med Torres som frontfigur och han röstades senare fram som världens bästa fotbollsspelare i sin åldersklass.
Året därpå, 1999, skrev Torres sitt första kontrakt med klubben. Han fortsatte att imponera och i slutet av säsongen 2000/2001 debuterade Torres för A-laget. Han gjorde sitt allra första mål för A-laget i juni 2001 i en match mot Albacete. Sedan dess har Torres spelat 214 ligamatcher för Atlético Madrid och gjort 91 mål.

### Liverpool FC

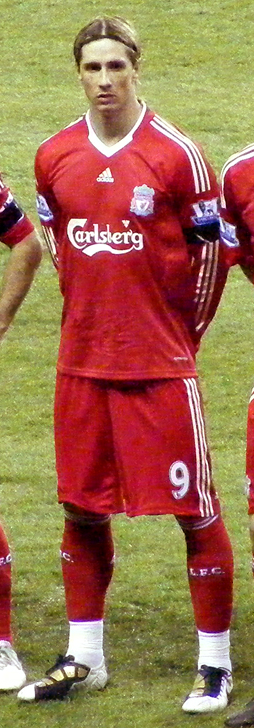
Torres med Liverpool 2010.

Inför säsongen 2007/2008 köptes Torres av Premier Leagueklubben Liverpool. Affären blev officiell under en presskonferens den 4 juli 2007. Liverpool betalade omkring 20 miljoner pund för spanjoren. Torres blev tilldelad tröjnumret nio som senast användes av Robbie Fowler och ännu tidigare Ian Rush. Han debuterade för sin nya klubb 17 juli i en vänskapsmatch mot Werder Bremen. I premiärmatchen i ligan den 11 augusti mot Aston Villa var han inblandad i första målet. Nästa match Liverpool spelade, vilket var mot Chelsea på hemmaplan gjorde Torres mål i den femtonde minuten och gjorde sitt första mål för klubben i Premier League. I matchen mot Derby County gjorde Torres två mål. Efter hattricks i ligan mot Middlesbrough och West Ham slutade Torres på delad andraplats i Premier Leagues skytteliga med 24 gjorda mål och slog därmed Ruud van Nistelrooys rekord gällande antalet mål i Premier League under debutsäsongen för en utländsk spelare. Van Nistelrooy gjorde 23 mål under sin debutsäsong med Manchester United säsongen 2001–2002. Totalt gjorde Torres 33 mål på 46 matcher under säsongen.
Torres gjorde sitt 50:e ligamål för Liverpool i en match mot Aston Villa den 29 december 2009. Matchen var Torres 72:a ligamatch för klubben och han blev därmed den spelare i klubbens historia som behövt minst antal ligamatcher för att nå milstolpen.
Torres gjorde sina två sista mål i Liverpool-tröjan i bortamatchen mot Wolverhampton Wanderers den 22 januari 2011. Han spelade sin sista match för Liverpool mot Fulham FC den 26 januari.
Totalt gjorde Torres 81 mål på 142 matcher i Liverpool-tröjan.

### Chelsea FC

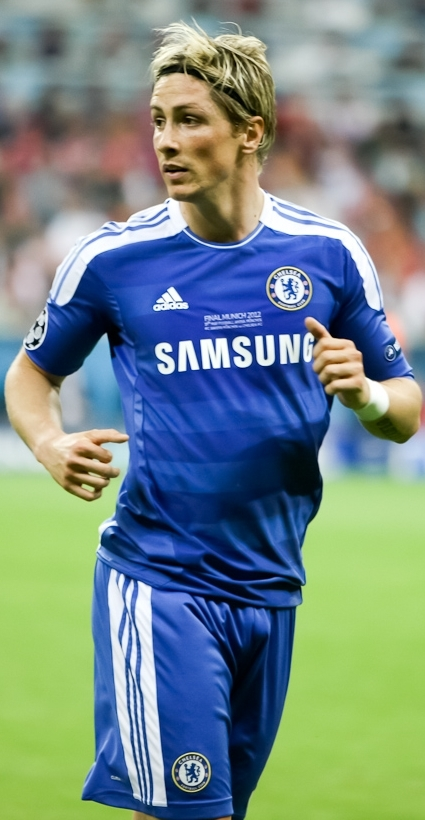
Torres med Chelsea i Champions League-finalen 2012.

Den 31 januari 2011 blev Torres officiellt klar för Chelsea, bara en minut innan transferfönstret stängdes (23:59). Chelsea bekräftade övergången via sin officiella hemsida. Han skrev på för 5,5 år och övergångssumman landade på hela 50 miljoner pund, vilket motsvarar cirka 517 miljoner kronor. Torres blev i och med övergången historiens dyraste övergång i Premier League och den fjärde dyraste i världen. Det engelska rekordet för en övergång som Torres hade varade i 3 år fram till den 26 augusti 2014 när Ángel di María köptes av Manchester United från Real Madrid för 686 miljoner kronor. Torres debuterade för Chelsea den 6 februari i en match mot sin gamla klubb Liverpool. Liverpool vann matchen med 1–0. Målet kom efter att spanjoren blivit utbytt i 68 minuten. Torres gick mållös i sina 13 första matcher för Chelsea. Han gjorde sitt första mål för klubben den 23 april, i sin fjortonde match för klubben. Den 31 juli 2011 vann Torres Barclays Asia Trophy med Chelsea där han gjorde 2 mål totalt i den turneringen.
Den 18 september 2011 gjorde Torres sitt andra mål i Premier League för Chelsea i matchen mot Manchester United. Chelsea förlorade dock denna match med 3-1. Torres fullbordade sitt allra första hat-trick i Chelseatröjan den 29 april 2012 mot Queens Park Rangers där matchen slutade med hela 6-1 till Chelsea.. Torres vann även Champions League med Chelsea säsongen 2011/2012. Fernando Torres har gjort 25 mål för chelsea. Torres gjorde sitt snabbaste Premier League mål(02:09) mot Aston Villa den 23 december 2012 och även sitt första Premier League mål från straffpunkten mot Sunderland den 8 december 2012.
Den 11 april 2013 när man spelade mot Rubin Kazan i kvartsfinalen på bortaplan i Europa League nätade Torres efter 4 minuter och gjorde därmed sitt 20 mål för säsongen.

### AC Milan
Den 31 augusti 2014 skrev Torres på ett 2-årigt låneavtal med den italienska storklubben AC Milan, Den 23 september 2014 gjorde Torres sitt första mål för sin nya klubb när han nickade in 2-1 reduceringen i bortamötet mot den italienska nykomlingen Empoli FC.

## Landslagskarriär

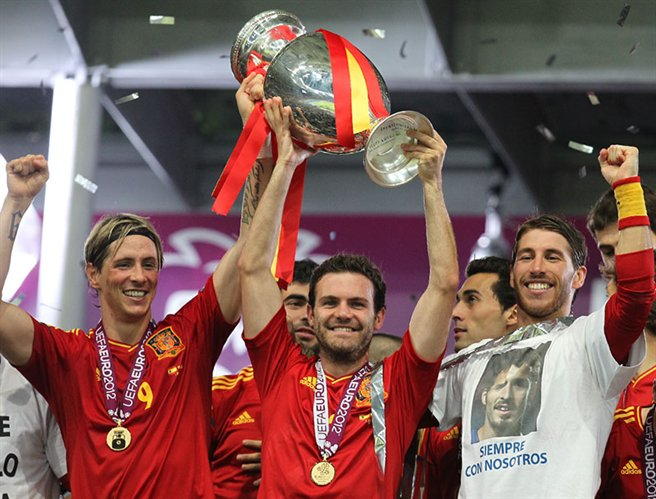
Torres, tillsammans med Juan Mata och Sergio Ramos, firar EM-guldet 2012.

### VM 2006
Under VM 2006 gjorde Torres tre mål, två mål mot Tunisien och ett mot Ukraina, innan Spanien blev utslagna av blivande finalisterna Frankrike i åttondelsfinalen.

### EM 2008
Inför EM hade Torres höga förväntningar på sig efter den lyckade debutsäsongen i Liverpool. I första matchen mot Ryssland, som Spanien vann med 4–1, gjorde Torres inget mål men spelade fram David Villa till 1–0 och låg bakom mycket i Spaniens offensiva spel. I 2–1-vinsten mot Sverige gjorde Torres 1–0-målet när han med undersidan av foten styrde in ett inlägg av David Silva. Torres gjorde också Spaniens enda mål i finalvinsten över Tyskland.

### VM 2010
Efter en mindre lyckad och skadefylld säsong med Liverpool FC så var förväntningarna på honom inte fullt så stora som inför EM två år tidigare. Torres startade alla matcher i gruppspelet men imponerade inte och petades i slutspelsmatcherna till förmån för den unge Pedro som under säsongen visat storform i FC Barcelona. Han fick dock göra ett inhopp i finalen och slog där passningen till Cesc Fàbregas som sedan spelade fram till matchhjälten Andrés Iniesta som gjorde mål. Därmed förlorade Nederländerna VM-finalen en tredje gång.

### EM 2012
Torres startade endast i två matcher, mot Irland och Kroatien. Men med hjälp av ett bra inhopp i finalen lyckades han vinna skytteligan i EM samt så blev han historisk genom att göra mål i 2 EM-finaler i följd, vilket ingen annan spelare hade lyckats med. Han vann guldskon med 2 mål mot Irland och 1 mot Italien i finalen (3 totalt). Han passade även Juan Mata med en klack som sköt 4-0 mot Italien.

### VM 2014
Torres började de två första matcherna på bänken, men kom på plan senare. Spanien förlorade båda matcherna och var därmed ute ur turneringen. I den sista matchen mot Australien startade Torres i, och lyckades göra ett mål. Spanien vann matchen med 3-0, men det räckte inte till slutspelen.

## Privatliv
När Fernando var åtta år flyttade familjen till Estorde, Galicia ,det var där han träffade sin nuvarande fästmö Olalla.
Efter 8 år tillsammans förlovade sig Fernando och Olalla efter EM-vinsten 2008.
Torres gifte sig med Olalla Domínguez Liste 27 maj 2009 i El Escorial, en provins i Madrid, efter att de varit tillsammans sedan 2001.
Olalla födde en dotter, Nora, den 8 juli 2009 på sjukhuset La Rosaleda Compostelan, i Santiago de Compostela, Spanien.
Olalla födde parets andra barn, Leo, på Women's hospital i Liverpool den 6 december 2010.
Under en match med Atletico Madrid fick Fernando sin kaptensbindel halvt avriven och på baksidan av denna syntes en text. När sedan bildproducenten zoomade in noterades texten "we'll never walk alone", som anspelar på refrängen i Liverpools notoriska låt, på baksidan av kaptensbindeln. När detta sedan spreds över världen blev han en favorit hos liverpoolanhängare, klubben han sedan anslöts till.
Fernando Torres medverkar i El Canto del Locos musikvideo Ya Nada Volverá A Ser Como Antes.

## Meriter

### Atlético Madrid
- Segunda División: 2001/2002
- UEFA Europa League: 2017/2018

### Chelsea
- UEFA Champions League: 2011/2012
- FA-Cupen: 2011/2012
- UEFA Europa League: 2012/2013

### Spanien
- EM-guld 2008
- VM-guld 2010
- EM-guld 2012

### Individuellt
- FIFA World XI Team 2008, 2009 (FIFA:s Världslag)
- EM-Guldskon 2012

## Karriärstatistik
| Klubb                 | Säsong             | Ligan              | Ligan   | Ligan | Inhemska cupen | Inhemska cupen | Ligacupen | Ligacupen | Europa  | Europa | Övrigt  | Övrigt | Totalt  | Totalt |
| Klubb                 | Säsong             | Liga               | Matcher | Mål   | Matcher        | Mål            | Matcher   | Mål       | Matcher | Mål    | Matcher | Mål    | Matcher | Mål    |
| --------------------- | ------------------ | ------------------ | ------- | ----- | -------------- | -------------- | --------- | --------- | ------- | ------ | ------- | ------ | ------- | ------ |
| Atlético Madrid       | 2000–01            | Segunda División   | 4       | 1     | 2              | 0              | —         | —         | —       | —      | —       | —      | 6       | 1      |
| Atlético Madrid       | 2001–02            | Segunda División   | 36      | 6     | 1              | 1              | —         | —         | —       | —      | —       | —      | 37      | 7      |
| Atlético Madrid       | 2002–03            | La Liga            | 29      | 13    | 3              | 1              | —         | —         | —       | —      | —       | —      | 32      | 14     |
| Atlético Madrid       | 2003–04            | La Liga            | 35      | 19    | 5              | 2              | —         | —         | —       | —      | —       | —      | 40      | 21     |
| Atlético Madrid       | 2004–05            | La Liga            | 38      | 16    | 6              | 2              | —         | —         | 5       | 2      | —       | —      | 49      | 20     |
| Atlético Madrid       | 2005–06            | La Liga            | 36      | 13    | 4              | 0              | —         | —         | —       | —      | —       | —      | 40      | 13     |
| Atlético Madrid       | 2006–07            | La Liga            | 36      | 14    | 4              | 1              | —         | —         | —       | —      | —       | —      | 40      | 15     |
| Atlético Madrid       | Totalt             | Totalt             | 214     | 82    | 25             | 7              | —         | —         | 5       | 2      | —       | —      | 244     | 91     |
| Liverpool             | 2007–08            | Premier League     | 33      | 24    | 1              | 0              | 1         | 3         | 11      | 6      | —       | —      | 46      | 33     |
| Liverpool             | 2008–09            | Premier League     | 24      | 14    | 3              | 1              | 2         | 0         | 9       | 2      | —       | —      | 38      | 17     |
| Liverpool             | 2009–10            | Premier League     | 22      | 18    | 2              | 0              | 0         | 0         | 8       | 4      | —       | —      | 32      | 22     |
| Liverpool             | 2010–11            | Premier League     | 23      | 9     | 1              | 0              | 0         | 0         | 2       | 0      | —       | —      | 26      | 9      |
| Liverpool             | Totalt             | Totalt             | 102     | 65    | 7              | 1              | 3         | 3         | 30      | 12     | —       | —      | 142     | 81     |
| Chelsea               | 2010–11            | Premier League     | 14      | 1     | —              | —              | —         | —         | 4       | 0      | —       | —      | 18      | 1      |
| Chelsea               | 2011–12            | Premier League     | 32      | 6     | 6              | 2              | 1         | 0         | 10      | 3      | —       | —      | 49      | 11     |
| Chelsea               | 2012–13            | Premier League     | 36      | 8     | 5              | 1              | 4         | 2         | 16      | 9      | 3       | 2      | 64      | 22     |
| Chelsea               | 2013–14            | Premier League     | 28      | 5     | 2              | 0              | 1         | 1         | 10      | 5      | 0       | 0      | 41      | 11     |
| Chelsea               | 2014–15            | Premier League     | 0       | 0     | —              | —              | —         | —         | —       | —      | —       | —      | 0       | 0      |
| Chelsea               | Totalt             | Totalt             | 110     | 20    | 13             | 3              | 6         | 3         | 40      | 17     | 3       | 2      | 172     | 45     |
| Milan (lån)           | 2014–15            | Serie A            | 10      | 1     | —              | —              | —         | —         | —       | —      | —       | —      | 10      | 1      |
| Atlético Madrid (lån) | 2014–15            | La Liga            | 19      | 3     | 4              | 3              | —         | —         | 3       | 0      | —       | —      | 26      | 6      |
| Atlético Madrid (lån) | 2015–16            | La Liga            | 30      | 11    | 2              | 0              | —         | —         | 12      | 1      | —       | —      | 44      | 12     |
| Atlético Madrid       | 2016–17            | La Liga            | 31      | 8     | 5              | 1              | —         | —         | 9       | 1      | —       | —      | 45      | 10     |
| Atlético Madrid       | 2017–18            | La Liga            | 27      | 5     | 6              | 3              | —         | —         | 12      | 2      | —       | —      | 45      | 10     |
| Atlético Madrid       | Totalt             | Totalt             | 107     | 27    | 17             | 7              | —         | —         | 36      | 4      | —       | —      | 160     | 38     |
| Totalt i karriären    | Totalt i karriären | Totalt i karriären | 543     | 195   | 62             | 18             | 9         | 6         | 106     | 36     | 3       | 2      | 728     | 256    |

1. ↑  Matcher i Copa del Rey och FA-cupen
2. ↑  Matcher i Intertotocupen
3. 1 2 3 4 5 6 7  Matcher i Uefa Champions League
4. ↑  Fyra matcher i Uefa Champions League, fyra matcher och fyra mål i Uefa Europa League
5. ↑  Matcher i Uefa Europa League
6. ↑  En match i Europeiska supercupen, sex matcher och tre mål i Uefa Champions League, nio matcher och sex mål i Uefa Europa League
7. ↑  En match och ett mål i FA Community Shield, två matcher och ett mål i VM för klubblag
8. ↑  En match och ett mål i Europeiska supercupen, nio matcher och fyra mål i Uefa Champions League
9. ↑  Fem matcher i UEFA Champions League, sju matcher och två mål i Uefa Europa League